# سایوز۳۳
سایوز-۳۳ (به روسی: Союз ۳۳)(به معنای اتحاد ۳۳) نهمین مأموریت سرنشین دار سازمان فضایی شوروی به مقصد ایستگاه فضایی سالیوت۶ بود که در تلاش برای هشتمین اتصال موفقیت‌آمیز به آن شکست خورد. این مأموریت یکی از مأموریت‌های بازدید از خدمه سایوز۳۲ مستقر در ایستگاه سالیوت۶ بود که به علت خرابی موتور فضاپیمای سایوز نتوانست به ایستگاه متصل شود و در نهایت به زمین بازگشت.

شکست این مأموریت نخستین خرابی موتور یک سایوز در مدار بود. همین امر سبب شد تا فضانوردان سایوز۳۳ به شکل بالستیک به جو زمین وارد شده و فشار زیادی را تحمل کنند. اما هیچ‌کدام از آن‌ها آسیب ندیدند و بدون هیچ سانحه ای توسط تیم بازیابی نجات پیدا کردند.

## خدمه مأموریت
| شماره | نام                  | ملیت               | تعداد پرواز | نقش عملیاتی | تصویر |
| ۱     | نیکولای روکاویشنیکوف | اتحاد جماهیر شوروی | ۳           | فرمانده     |       |
| ۲     | گئورگی ایوانف        | بلغارستان          | ۱           | محقق فضایی  |       |

## نگارخانه

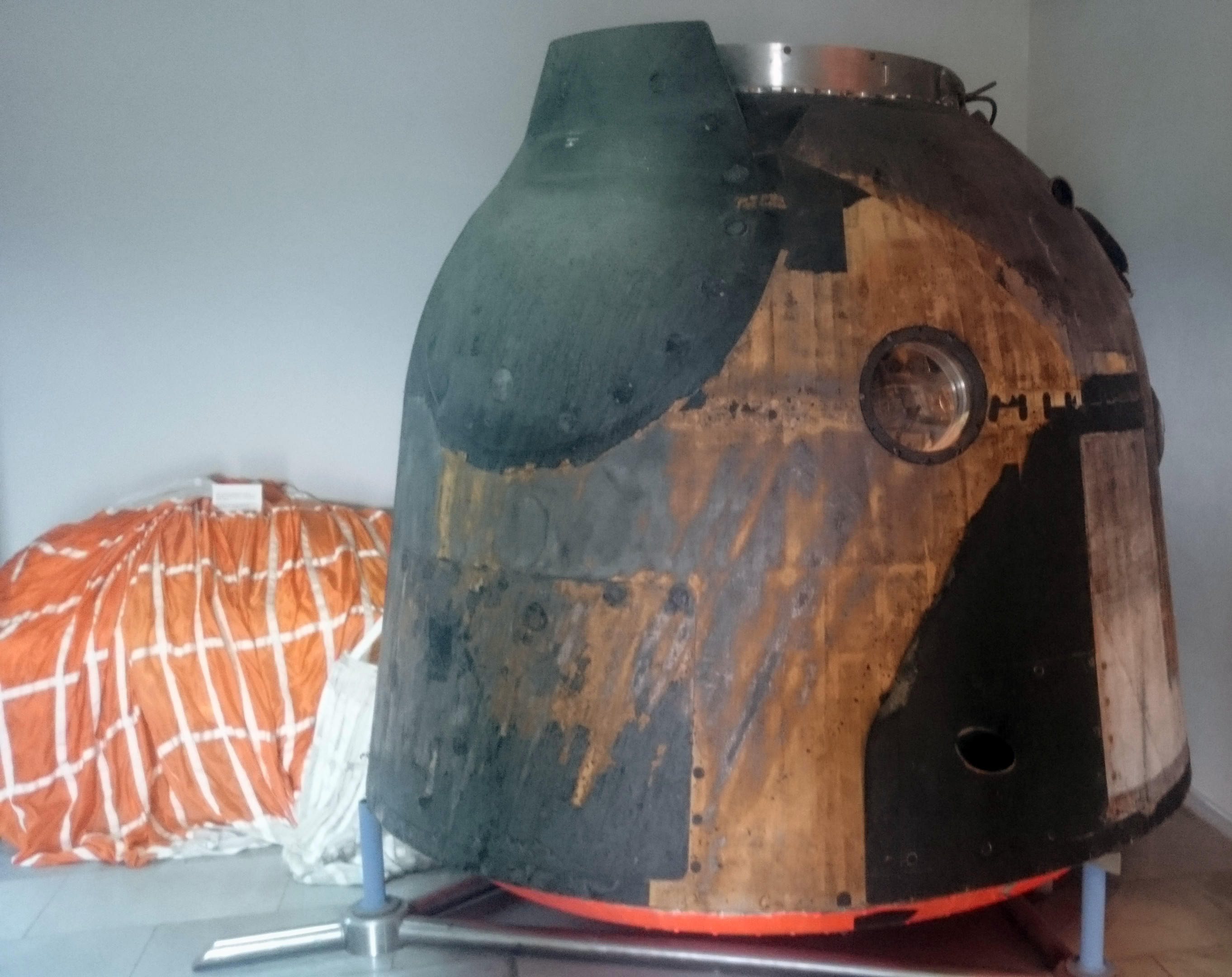
کپسول فرود سایوز۳۳ در موزه
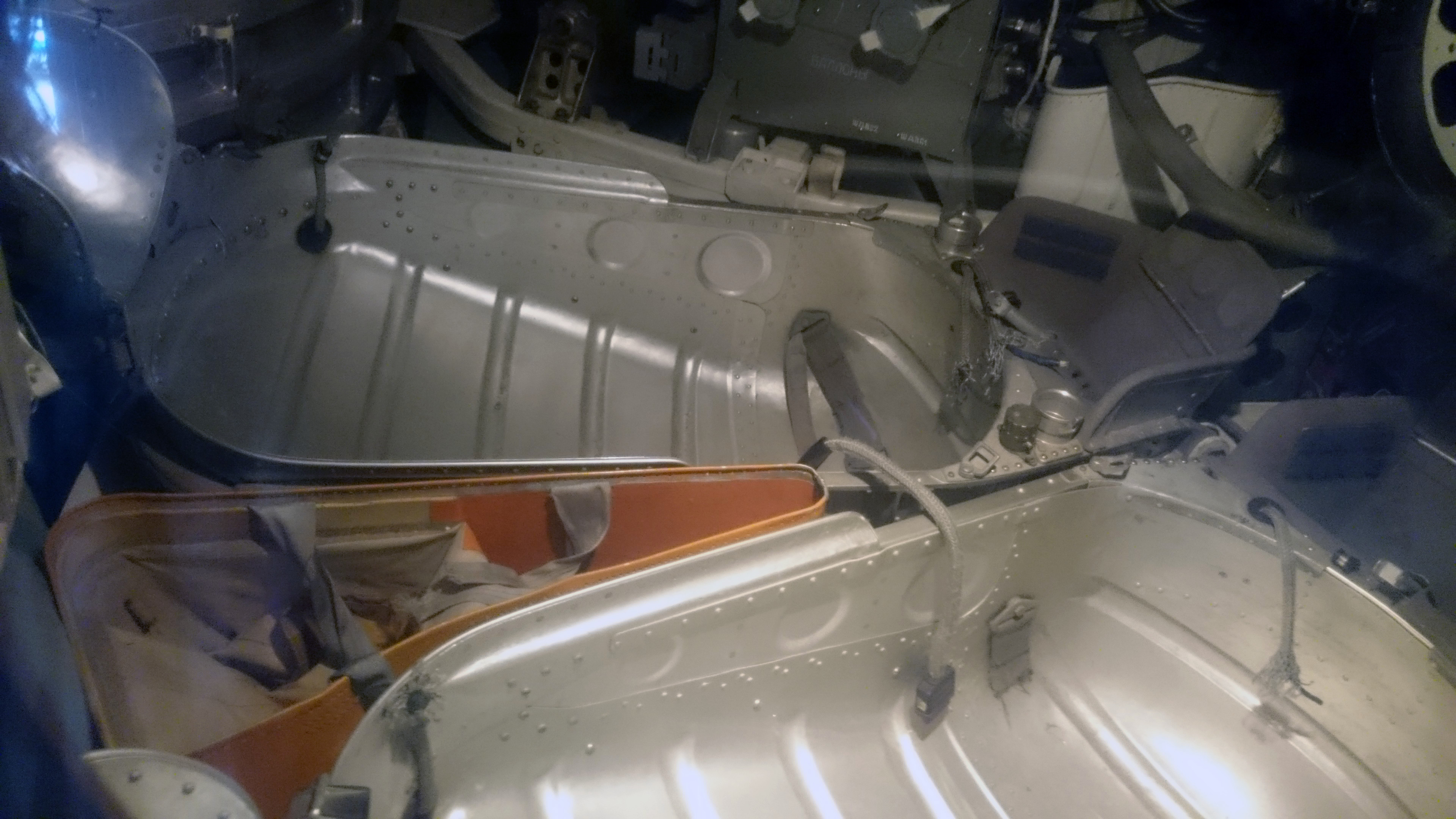
درون کپسول فرود سایوز۳۳
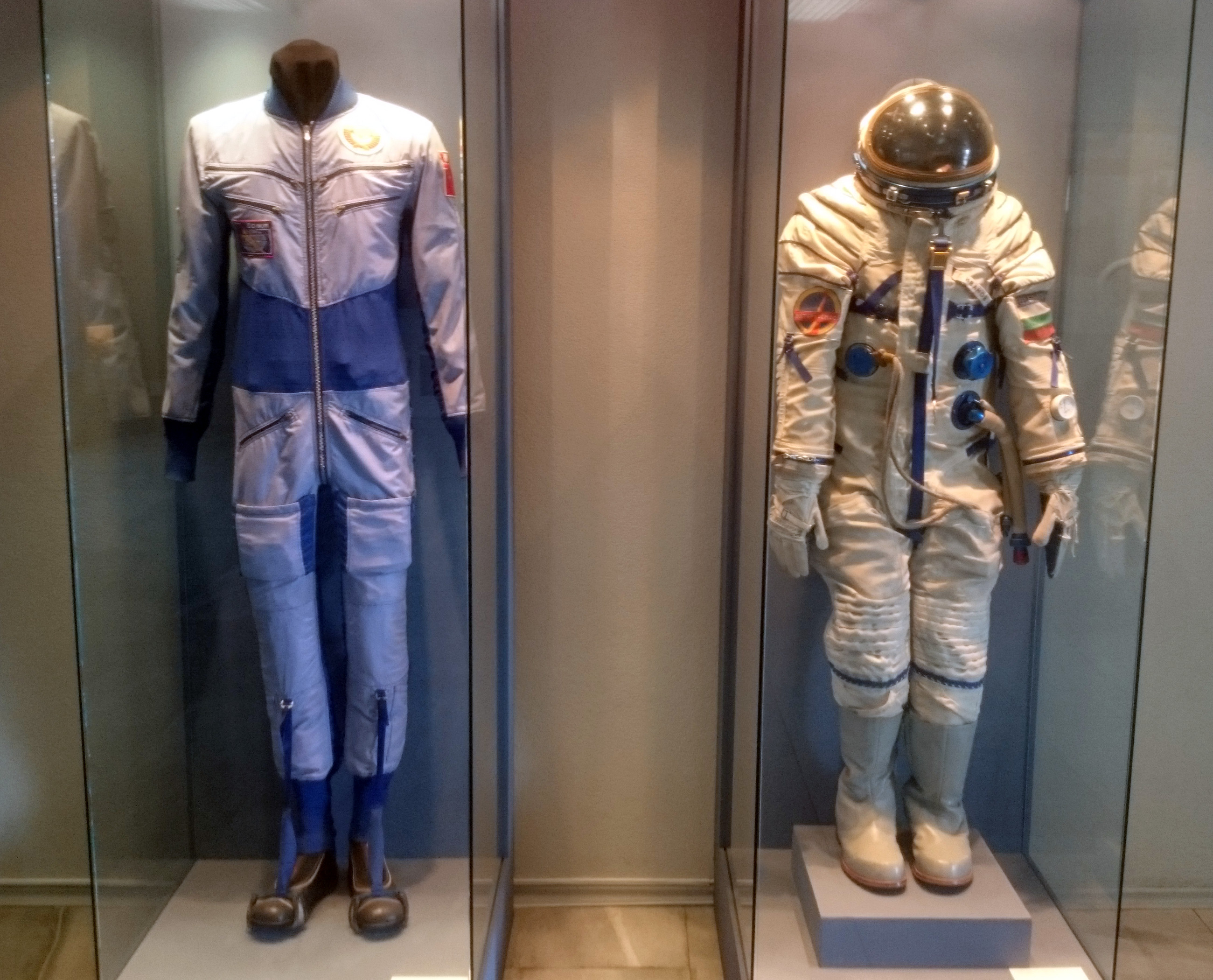
لباس کار و فضانوردی فضانوردی بلغاری در موزه